# Saint-Martin-Lacaussade
Saint-Martin-Lacaussade is een gemeente in het Franse departement Gironde (regio Nouvelle-Aquitaine). De plaats maakt deel uit van het arrondissement Blaye. Saint-Martin-Lacaussade telde op 1 januari 2022 1.166 inwoners.

## Geografie
De oppervlakte van Saint-Martin-Lacaussade bedroeg op 1 januari 2022 3,94 vierkante kilometer; de bevolkingsdichtheid was toen 295,9 inwoners per km².

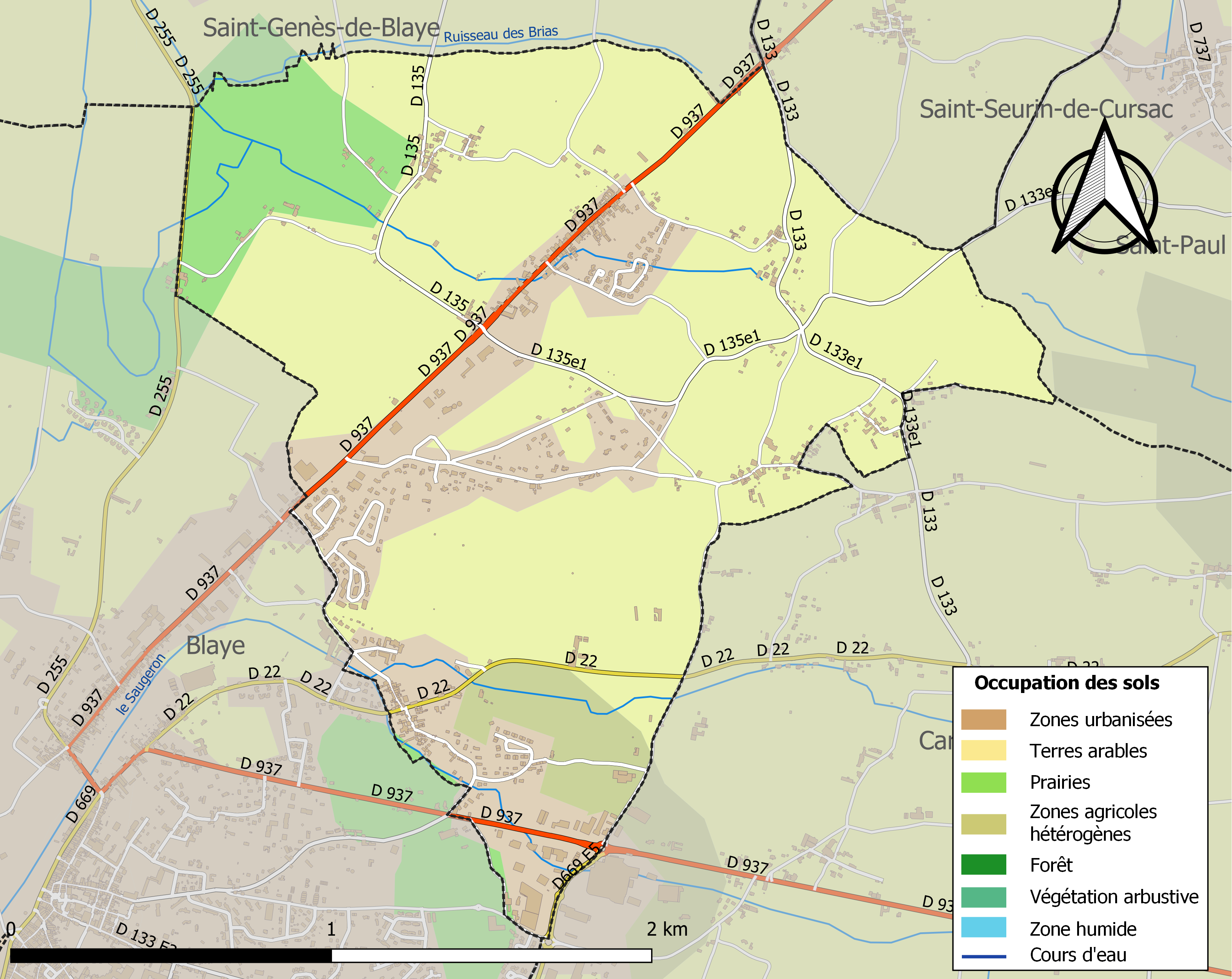
Kaart van de gemeente met belangrijkste infrastructuur, bodemgebruik en omliggende gemeenten

## Demografie
Onderstaande figuur toont het verloop van het inwonertal (bron: INSEE-tellingen).